# 小布哈伊夫卡
50°12′16″N 30°24′15″E / 50.20444°N 30.40417°E
小布哈伊夫卡（烏克蘭語：Мала Бугаївка）是位於烏克蘭北部的村莊，由基辅州法斯蒂夫區的赫萊瓦哈市鎮負責管轄。該村面積0.62平方公里，海拔高度138米，2001年人口31，人口密度每平方公里50人。